# 祖比夫希納 (科羅斯堅區)
50°57′34″N 28°49′2″E / 50.95944°N 28.81722°E
祖比夫希納（烏克蘭語：Зубівщина），是烏克蘭的村落，位於該國北部日托米爾州，由科羅斯堅區負責管轄，始建於1876年，面積0.74平方公里，海拔高度181米，2001年人口224，人口密度每平方公里304.76人。